# Stenbergaspelen
Stenbergaspelen, eller Stenbergateatern, är en återkommande teaterpjäs i byn Stenberga utanför Virserum i Vetlanda kommun som vanligtvis spelas i slutet på juni och början på juli. Totalt har ungefär 28 000 åskådare besökt teatern under dess 19 aktiva årgångar och blev år 2025 utvald till Vetlanda kommuns kulturpris.
Den första teatern spelades år 2003 och har sedan dess spelats varje år förutom åren 2018-2021 då bland annat Coronapandemin ställde in teatern 2020 och 2021. Spelen startade 2003 som ett EU-leader projekt där vuxenskolan i Vetlanda var initiativtagare och huvudarrangör och som fortsatte att hålla i det tills 2006. Sedan 2006 drivs spelen av föreningen Näverlundadalen som är en ideell förening som ägs och drivs av personer runt om i Stenberga bygd.
2025 förväntas den gamla klassikern från 2009 Smålänningarna av F.A Dahlgren spelas igen.

## Tidigare spel
Dä ä som dä ä…
Dä ä som dä ä... är ett bygdespel som med humor och allvar som speglar Pälle Nävers ovanliga livsöde. 
Han levde ett liv kantat av glädje, sorg, kärlek och längtan bland älvor och vättar i det ljusa Småland.
Den spelades för första gången 2003 och fortsattes att spela fram tills 2006.
Efter ett par andra föreställningar återkom pjäsen 2012 och spelades i två år tills 2013 då den spelades för sista gången.
Manus: Ulrica Segehem tillsammans med en manusgrupp.
| År   | Föreställningar | Besökare (ca) | Datum          |
| 2003 | 5               | 1 200         | 2-6 juli       |
| 2004 | 5               | 1 200         | 1-7 juli       |
| 2005 | 6               | 1 225         | 17-22 juni     |
| 2006 | 8               | 1 500         | 15-21 juni     |
| 2012 | 8               | 1 700         | 16-24 juni     |
| 2013 | 9               | 1 700         | 22 juni-6 juli |

Emma på fällan
Emma på Fällan handlar om Pälle Nävers mormor. Hon mötte många hårda prövningar i livet men hon gav aldrig upp utan kämpade för sig och sin familj. Trots fattigdom gav hon sina barn den bästa färdkosten ut i livet, kärlek och trygghet och en förståelse för rätt och fel.
Den spelades för första gången 2007 och spelades i två år till 2008. År 2024 gjorde denna klassiker ”comeback” i en ny tappning till årets föreställningar.
Manus: Per-Olof Högstedt
| År   | Föreställningar | Besökare (ca) | Datum          |
| 2007 | 7               | 1 600         | 24-30 juni     |
| 2008 | 8               | 1 650         | 24 juni-5 juli |
| 2024 | 8               | 1 250         | 23 juni-6 juli |

Smålänningarna
Smålänningarna bygger på F.A. Dahlgrens välkända sång- och folklustspel Värmlänningarna från 1845. Detta är en historia om kärlek och vänskap. Även Pälle Näver hittar sin plats med närvaro, dikter och sång.
Den spelades endast en säsong år 2009 men förväntas att återigen sättas upp inför spelen 2025.
Manus: F.A. Dahlgren, bearbetat av Pär-Olof Högstedt, Ulrica Segehem och Pekka Paloviita
| År   | Föreställningar | Besökare (ca)   | Datum          |
| 2009 | 8               | 2 060           | 26 juni-4 juli |
| 2025 | 7               | inte klart ännu | 22 juni-5 juli |

På Marsch mot evigheten - ty nu ähr iag rätt tråttnadh
På marsch mot evigheten handlar om överstelöjtnant Jon Stålhammar och Sofia Drake. När Jon var ute i kriget under Karl XII:s fälttåg fick Sofia själv ta hand om släktens gårdar och affärer. Jon och Sofia hade en tät brevväxling om livet på Salshult och på slagfältet. I familjen fanns också Ulrika Eleonora som förklädde sig till man och tog värvning.
Den spelades för första gången 2010 och framställdes i två år fram tills 2011.
Manus: Ulrica Segehem, Pär-Olof Högstedt och Per Rosander
| År   | Föreställningar | Besökare (ca) | Datum      |
| 2010 | 9               | 1 800         | 18-27 juni |
| 2011 | 9               | 1 650         | 1-10 juli  |

Snik-Jonas i Brötåsa
Snik-Jonas i Brötåsa handlar om Jonas, hans hustru Hulda och sonen Arvid som lever på den vackert belägna gården Brötåsa i Stenberga. Jonas är känd för att reta sig på utgifter och ett slösaktigt levene i allmänhet, särskilt om det handlar om hans egna tillgångar. Ett stenkast bort från Brötåsa i backstugan, Bostorp, bor den fattiga Britta med sin vackra dotter Rebecka. Historien handlar om lögner, svartkonst, höns, kärlek, grisar, torpare och en godsägare samt en präst som är allt för glad i ostkaka, precis så som livet på landet ter sig.
Den spelades för första gången 2014 och spelades i två säsonger tills 2015.
Manus: Pär-Olof Högstedt.
| År   | Föreställningar | Besökare (ca) | Datum          |
| 2014 | 9               | 1 800         | 22 juni-5 juli |
| 2015 | 9               | 1 582         | 21 juni-4 juli |

Arvet
Året är 1892. Snik-Jonas i Brötåsa har sonen gift sig och flyttat. Snik-Jonas har möjligt blivit ännu snålare och han är en pest för sin omgivning. En dag kommer ett brev med svarta kanter från Amerika. Snik-Jonas faster i Minnesota är död och det visar sig snart att ett testamente finns deponerat hos komminister Tellander i Stenberga kyrka. Bygdespelet, Arvet, handlar om girighet, svartkonst, fattiga torpare och skogens mest fasanfulla väsen "Gloson".
Den spelades för första gången år 2016 och framställdes i två år tills 2017.
Manus: Pär-Olof Högstedt.
| År   | Föreställningar | Besökare (ca) | Datum     |
| 2016 | 9               | 2 110         | Juni-juli |
| 2017 | 9               | 1 470         | Juni-juli |

Utvandrarna
Detta är en berättelse om några människor som, från sina hem i Småland, utvandrade till Nordamerika. De var de första som utflyttade från sin ort. De kom från de små stugornas och de stora barnkullarnas land. De var jordens folk och de kom från en släkt, som sedan årtusenden hade brukat den jord de lämnade.
De män och kvinnor som denna berättelse handlar om, har för länge sedan lämnat detta livet. Några av deras namn kan ännu läsas på söndervittrande gravstenar, resta tusen mil från den bygd där de föddes till världen.
Den spelades för första gången efter pausen 2018-2021 år 2022 och spelades även under nästkommande år.
Manus: Irena Kraus
| År   | Föreställningar | Besökare (ca) | Datum          |
| 2022 | 10              | 1 700         | Juni-juli      |
| 2023 | 10              | 970           | 25 juni-8 juli |